# Кробуш
Кробуш (пол. Krobusz, нім. Krobusch) — село в Польщі, у гміні Біла Прудницького повіту Опольського воєводства.
Населення — 332 особи (2011).
У 1975-1998 роках село належало до Опольського воєводства.

## Демографія
Демографічна структура станом на 31 березня 2011 року:
|          | Загалом | Допрацездатний вік | Працездатний вік | Постпрацездатний вік |
| -------- | ------- | ------------------ | ---------------- | -------------------- |
| Чоловіки | 156     | 27                 | 104              | 25                   |
| Жінки    | 176     | 29                 | 109              | 38                   |
| Разом    | 332     | 56                 | 213              | 63                   |